# Grande Ukraine

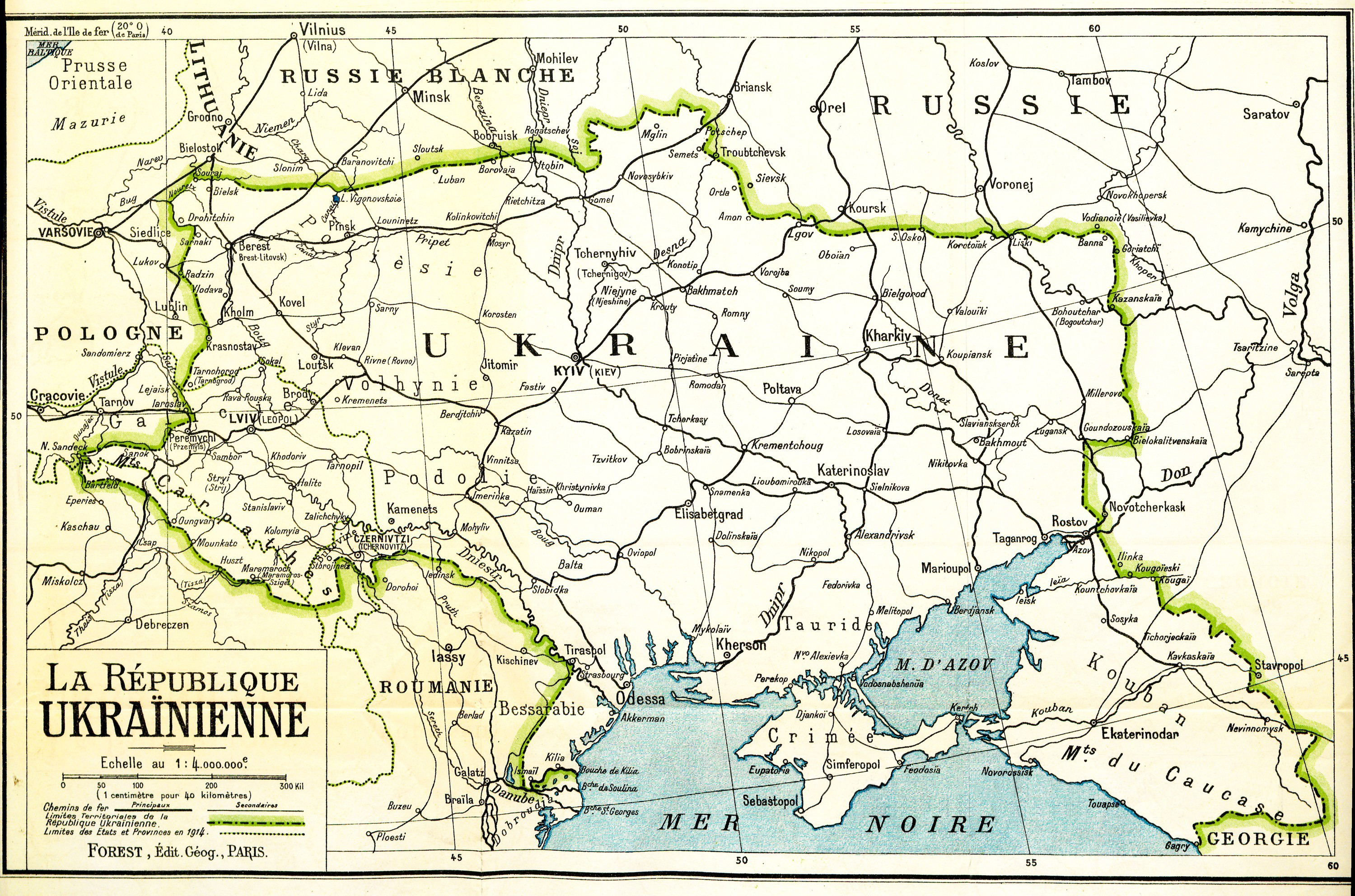
Carte de l'Ukraine présentée par la délégation ukrainienne à la Conférence de paix de Paris en 1919, avant l'établissement de la RSS d'Ukraine.

La Grande Ukraine (en ukrainien : Велика Україна) fait référence à un concept irrédentiste du territoire revendiqué par certains  ukrainiens, en raison de la présence actuelle ou historique des populations ukrainiennes dans ces régions.

## Montée du nationalisme

Frontière revendiquée par la République populaire ukrainienne en comparaison avec l'Ukraine actuelle en Europe.

Les 10 commandements du Parti populaire ukrainien (1902–1907) ont été élaborés par le nationaliste ukrainien, dirigeant de l'UPP Mykola Mikhnovsky, en 1904. Ces commandements étaient en quelque sorte un code d'honneur pour le parti. Ils ont appelé de leurs vœux une Ukraine unie, indivisible, des Carpates au Caucase, indépendante, libre et démocratique - une république de travailleurs.
Depuis Mikhnovsky l'idée d'une Ukraine unie et indépendante est au cœur du discours nationaliste ukrainien, même si l'on peut considérer que cette unification a été effectuée en 1939-1945.
Les revendications territoriales se trouvent principalement à l’est, sur le territoire de la fédération de Russie :
- La région de Starodoub au nord de Tchernihiv.
- Le sud-est de Voronej
- Belgorod, Koursk et Rostov
- Région du Kouban

À l'ouest, certains nationalistes radicaux revendiquent également les territoires suivants :
- La rive gauche du Dniestr en Moldavie (Transnistrie (de facto) / Moldavie orientale (de jure))
- Le nord-est de la Slovaquie : région de Prešov
- Le sud-est de la Pologne : Zakerzonia (Chełm et Przemyśl)
- Le sud-ouest de la Biélorussie : région de Brest
- Le nord de la Roumanie : sud de la Bucovine et environs de Maramureș

La possibilité que l'Ukraine fasse de sérieuses prétentions territoriales à ses voisins peut être écartée (les mouvements irrédentistes sont devenus plus répandus au sein même de l'Ukraine, mais il s'agit là d'irrédentisme russe, soutenant l'unification de régions à prédominance russe avec la fédération de Russie, voir 2014 l'agitation pro-russe en Ukraine). Néanmoins, des nationalistes ukrainiens plus radicaux pourraient bien tenter de tirer parti des difficultés de la Russie dans des régions troublées telles que le nord du Caucase et peut-être même plus loin encore, en particulier si un conflit sérieux devait surgir entre la Russie et l'Ukraine.